# Газогенератор (ракетостроение)
Газогенератор  — энергетическое устройство, которое вырабатывает сжатый газ, горячий газ, парогаз, чистые индивидуальные газы (азот, кислород):5 с регулированием их количества, расхода и давления. В отличие от пиропатронов или пироэнергодатчиков газогенератор имеет сопло со сверхкритическим перепадом давления. Из-за этого процесс горения в газогенераторе не зависит от условий в объёме, куда истекает газ. Конструкция имеет много общего с обычными ракетными двигателями.

## Низкотемпературные
Газогенератор может использоваться в качестве аккумулятора давления в ракетной технике. Наряду с баллонами, в которых под давлением хранится газ, используются газогенераторы на жидком топливе или порохе. Используется для наддува топливных баков и других емкостей, управления автоматикой, начальной раскрутки турбонасосного агрегата.

## Высокотемпературные
В ракетной технике основной задачей газогенератора является получение рабочего тела заданной температуры и в заданном количестве для привода турбонасосного агрегата (ТНА).

### Принцип работы

Рис. 1. Схема двухкомпонентного ЖРД
1 — магистраль горючего
2 — магистраль окислителя
3 — насос горючего
4 — насос окислителя
5 — турбина
6 — газогенератор
7 — клапан газогенератора (горючее)
8 — клапан газогенератора (окислитель)
9 — главный клапан горючего
10 — главный клапан окислителя
11 — выхлоп турбины
12 — форсуночная головка
13 — камера сгорания
14 — сопло

Небольшая часть окислителя и горючего отбирается из магистралей (1, 2) за насосами (3, 4) и подается в газогенератор (6). Газогенератор  вырабатывает рабочее тело для газовой турбины. Выработанный генератором газ, являясь продуктами сгорания топлива, должен иметь температуру не выше 1200К - 1500К чтобы не повредить рабочие лопатки турбины. Для охлаждения может быть использована избыточная подача в ГГ одного из компонентов топлива. Из ГГ продукты сгорания поступают в турбину ТНА, где совершают работу. Полученная энергия используется для привода насосов, которые обеспечивают подачу компонентов топлива в камеру сгорания.

### Требования, предъявляемые к газогенераторам
- Высокая стабильность работы;
- Простота управления рабочим процессом;
- Высокая работоспособность генераторного газа.

### Классификация
Газогенераторы можно разделить по числу компонентов топлива, используемых для получения рабочего тела:
1. Однокомпонентные или парогазогенераторы (ПГГ) —  рабочее тело образуется в результате разложения однокомпонентного топлива в присутствии катализатора или без него. Катализатор помещается в ГГ, куда поступает топливо. В качестве топлива используется перекись водорода, гидразин, изопропилнитрат и другие. Также в эту категорию можно отнести ТТГ.
2. Двух- и трёхкомпонентные или жидкостные газогенераторы (ЖГГ) — рабочее тело образуется в результате сжигания горючего и окислителя, используемых в основной камере сгорания двигателя. Из-за особенностей турбины, требующих чтобы температура газа перед ней была меньше 1500К, процесс в ГГ проходит при значительном избытке одного из компонентов топливной смеси. Продукты газогенерации называют окислительными, если они получены при избытке окислителя, и восстановительными, если они получены при избытке горючего. В трёхкомпонентных ГГ ещё один компонент используется для охлаждения либо для улучшения работоспособности рабочего тела.

Так же существуют ракетные двигатели без ЖГГ - рабочее тело в них получается в результате испарения жидкости в тракте охлаждения камеры двигателя. Подобные схемы двигателей называются безгенераторными и успешно используются на вторых ступенях ракет-носителей.